# Jean-Baptiste Lafond
Pour les articles homonymes, voir Lafond.
Pas d'image ? Cliquez ici

a Compétitions nationales et continentales officielles uniquement.

b Matchs officiels uniquement.
Jean-Baptiste Lafond est un joueur français de rugby à XV, né le 29 décembre 1961 à Neuilly-sur-Seine, ayant occupé le poste de trois-quarts aile puis d'arrière. Il évolue au Racing club de France et en sélection nationale, participant à l'édition 1991 de la Coupe du monde.

## Biographie
Avec ses espiègles compères des lignes arrières du Racing : Yvon Rousset, Éric Blanc, Franck Mesnel et Philippe Guillard, il forma un éphémère groupe de variétés, le Showbizz, parmi de multiples autres facéties.
Célèbre pour ses frasques comme ses partenaires, on le vit, entre autres, porter un béret basque lors d'un match disputé contre Bayonne, porter un bonnet en plastique lors d'un match pour inciter au port du préservatif, entrer en blazer sur le terrain, se préparer à un match en jouant aux cartes avec ses coéquipiers, boire du champagne à la mi-temps d'un match couperet, offrir à François Mitterrand un nœud papillon rose avant le coup d'envoi de la finale du championnat de France 1990 (remportée par le Racing, club dont tous les joueurs portaient le fameux nœud papillon au cours du match)...
Il participe à la lente ascension du club parisien qui rejoint l'élite en 1985. En 1987, il atteint la finale du championnat de France mais le Racing est battu par Toulon 15-12 après avoir éliminé le Stade toulousain en demi-finale 10-9.
Il devient champion de France en 1990, après avoir battu successivement Grenoble en quart sur un essai refusé à tort aux alpins,, le Stade toulousain 21-14 comme 3 ans plus tôt en demi-finale puis le SU Agen en finale (22-12 après prolongations).
Le Racing était alors emmené par une génération exceptionnelle avec notamment Franck Mesnel, Jean-Baptiste Lafond, Philippe Guillard, Laurent Bénézech ou Éric Blanc.
Il dispute son premier match international contre l'Australie en 1983. Il marque un drop pour sa première sélection. Avec la France, il gagne le grand chelem lors du Tournoi des Cinq Nations 1987, bien qu'il ne dispute qu'un seul match, contre l'Écosse, en tant que remplaçant. Il dispute la Coupe du monde 1991, dont il finit meilleur marqueur d'essais à égalité avec David Campese, avec six réalisations.
Il s'engage avec le Stade français alors que le club vient d'être racheté par Max Guazzini, qu'il connaît bien. À cette époque, le club parisien n'évolue pas encore en première division.
Il est le petit-fils d'un autre international français, André Lafond,.
Négociant en vin, Jean-Baptiste Lafond est également le père de 6 enfants. Deux d'entre eux, Ander Lafond et Baptiste Lafond, sont également joueurs de rugby à XV, ayant entre autres évolué - pour le premier - à l'US Tyrosse et au RC Narbonne et - pour l'autre - actuellement au Rouen Normandie rugby.
Il est actuellement consultant sur la chaîne Eurosport, il participe notamment aux émissions Au contact, Soir de Pro D2 et, depuis 2016, Les Tontons Flankers présentée par Christian Califano.

## Carrière

### En club
- jusqu'en 1992 : Racing club de France
- 1992-1993 : CA Bègles-Bordeaux
- 1995-1996 : Stade français Paris
- 1996-1997 : RC Narbonne

### En équipe de France
- Jean-Baptiste Lafond a connu sa première sélection le 13 novembre 1983 contre les Wallabies.

### Avec les Barbarians
Le 1er novembre 1984, il joue son premier match avec les Barbarians français contre une équipe du Bataillon de Joinville à Grenoble. Les Baa-Baas l'emportent 44 à 22. L'année suivante, le 22 octobre 1985, il joue de nouveau avec les Barbarians français contre le Japon à Cognac. Les Baa-Baas l'emportent 45 à 4.
Le 10 mai 1986, il est encore invité avec les Barbarians français pour jouer contre l'Écosse à Agen. Les Baa-Baas l'emportent 32 à 19. Le 11 novembre 1986, il participe avec les Barbarians français au match contre la Nouvelle-Zélande à La Rochelle. Les Baa-Baas s'inclinent 12 à 26.
Le 22 mai 1988, il joue avec les Barbarians français contre l'Irlande à La Rochelle. Ce match célèbre le jubilé de Jean-Pierre Elissalde, les Baa-Baas l'emportent 41 à 26. Le 27 octobre 1990, il joue contre la Nouvelle-Zélande à Agen. Les Baa-Baas s'inclinent 13 à 23.
Le 19 juin 1993, il est invité pour jouer avec les Barbarians français contre le XV du Président pour le Centenaire du rugby à Grenoble.

## Statistiques

### Tournoi des Cinq Nations
| Édition           | Rang | Résultats France | Résultats Lafond | Matchs Lafond |
| ----------------- | ---- | ---------------- | ---------------- | ------------- |
| Cinq Nations 1986 | 1    | 3 v, 0 n, 1 d    | 3 v, 0 n, 1 d    | 4/4           |
| Cinq Nations 1987 | 1    | 4 v, 0 n, 0 d    | 2 v, 0 n, 0 d    | 2/4           |
| Cinq Nations 1988 | 1    | 3 v, 0 n, 1 d    | 1 v, 0 n, 0 d    | 1/4           |
| Cinq Nations 1989 | 1    | 3 v, 0 n, 1 d    | 2 v, 0 n, 1 d    | 3/4           |
| Cinq Nations 1990 | 3    | 2 v, 0 n, 2 d    | 1 v, 0 n, 0 d    | 1/4           |
| Cinq Nations 1991 | 2    | 3 v, 0 n, 1 d    | 3 v, 0 n, 1 d    | 4/4           |
| Cinq Nations 1992 | 2    | 2 v, 0 n, 2 d    | 2 v, 0 n, 2 d    | 4/4           |
| Cinq Nations 1993 | 1    | 3 v, 0 n, 1 d    | 3 v, 0 n, 1 d    | 4/4           |

Légende : v = victoire ; n = match nul ; d = défaite ; la ligne est en gras quand il y a Grand Chelem.

### Coupe du monde
Jean-Baptiste Lafond fut partie de la liste des joueurs convoqués pour la Coupe du monde 1987 cependant il n'y disputera aucun match. Lors de la Coupe du monde 1991, il joua la totalité des matchs. 
| Édition          | Rang               | Résultats France | Résultats Lafond | Matchs Lafond |
| ---------------- | ------------------ | ---------------- | ---------------- | ------------- |
| Royaume-Uni 1991 | Quart-de-finaliste | 3 v, 0 n, 1 d    | 3 v, 0 n, 1 d    | 4/4           |

Légende : v = victoire ; n = match nul ; d = défaite.

## Palmarès

### En club
Avec le Racing club de France
- Championnat de France de première division :
  - Champion (1) : 1990
  - Vice-champion (1) : 1987

### En équipe de France
- 37 sélections.
- 14 essais, 2 drops, 8 pénalités, 7 transformations (101 points).
- Sélections par année : 1 en 1983, 2 en 1985, 5 en 1986, 1 en 1987, 1 en 1988, 3 en 1989, 3 en 1990, 11 en 1991, 5 en 1992 et 4 en 1993.
- Grand Chelem en 1987.
- Tournoi des Cinq Nations en 1986 (ex- aequo avec l'Écosse), 1988 (ex aequo avec le Pays de Galles), 1989 et 1993
- Tournée en Argentine en 1985.

### Coupe du monde
- 1991 : 4 sélections (Roumanie, Fidji, Canada et Angleterre).
- Il termine meilleur marqueur d'essais de la Coupe du monde 1991.